# Бафинг (область)
Бафи́нг (фр. Bafing) — область в Кот-д’Ивуаре.
- Административный центр — город Туба.
- Площадь — 8 922 км², население — 205 339 человек (2010 год).

## География
На северо-востоке граничит с областью Денгеле, на востоке с областью Вородугу, на юге с областью Монтань, на западе с Гвинеей.

## Административное деление
Делится на 3 департамента:
- Туба
- Коро (с 2008 года)
- Уанину (с 2009 года)